# Finale League Cup 2004
De finale van de League Cup van het seizoen 2003/04 werd gehouden op zondag 29 februari 2004. Middlesbrough nam het op tegen Bolton Wanderers. Middlesbrough won het duel met 2-1. George Boateng en Boudewijn Zenden speelden de volledige wedstrijd voor Middlesbrough. In de zevende minuut zette Zenden een strafschop op. Na afloop werd de middenvelder ook uitgeroepen tot man van de wedstrijd.

## Finale

### Wedstrijd
|                              |                  |       |                         |                                                                             |
| 29 februari 2004 16:00 UTC+1 | Bolton Wanderers | 1 – 2 | Middlesbrough           | Millennium Stadium, Cardiff Toeschouwers: 72.634 Scheidsrechter: Mike Riley |
| 29 februari 2004 16:00 UTC+1 | Davies 21'       |       | 2' Job 7' (pen.) Zenden | Millennium Stadium, Cardiff Toeschouwers: 72.634 Scheidsrechter: Mike Riley |

| Bolton Wanderers | M'brough |

| Bolton Wanderers: |    |                        |         |
|                   |    |                        |         |
| GK                | 22 | Jussi Jääskeläinen     |         |
| RB                | 18 | Nicky Hunt             | 87'     |
| CB                | 5  | Bruno N'Gotty          |         |
| CB                | 26 | Emerson Thome          |         |
| LB                | 3  | Simon Charlton         |         |
| RM                | 8  | Per Frandsen           | 23' 63' |
| CM                | 16 | Iván Campo             | 39'     |
| CM                | 10 | Jay-Jay Okocha         |         |
| CM                | 4  | Kevin Nolan            | 78'     |
| LM                | 6  | Youri Djorkaeff        |         |
| CF                | 19 | Kevin Davies           |         |
| Wisselspelers:    |    |                        |         |
| GK                | 1  | Kevin Poole            |         |
| DF                | 2  | Anthony Barness        |         |
| MF                | 7  | Stelios Giannakopoulos | 87'     |
| FW                | 9  | Henrik Pedersen        | 63'     |
| FW                | 25 | Javi Moreno            | 78'     |
| Coach:            |    |                        |         |
| Sam Allardyce     |    |                        |         |

| Middlesbrough: |    |                   |         |
|                |    |                   |         |
| GK             | 1  | Mark Schwarzer    |         |
| RB             | 15 | Danny Mills       |         |
| CB             | 4  | Ugo Ehiogu        |         |
| CB             | 6  | Gareth Southgate  |         |
| LB             | 3  | Franck Queudrue   |         |
| RM             | 14 | Gaizka Mendieta   |         |
| CM             | 7  | George Boateng    | 23'     |
| CM             | 20 | Doriva            |         |
| LM             | 27 | Boudewijn Zenden  |         |
| AM             | 10 | Juninho           |         |
| CF             | 16 | Joseph-Désiré Job | 65'     |
| Wisselspelers: |    |                   |         |
| GK             | 35 | Brad Jones        |         |
| DF             | 5  | Chris Riggott     |         |
| MF             | 19 | Stewart Downing   |         |
| FW             | 9  | Massimo Maccarone |         |
| FW             | 17 | Michael Ricketts  | 65' 90' |
| Coach:         |    |                   |         |
| Steve McClaren |    |                   |         |